# Ринне, Пауль
Пауль Ринне (эст. Paul Rinne, 6 июля 1889, Нарва — 1946, Хойерсверда, Германия) — эстонский шахматист немецкого происхождения, чемпион Эстонии по шахматам (1923).

## Биография
В 1907 году победил в турнире в Нарве. В 1910 года в турнире шахматного общество Санкт-Петербурга поделил 3—5 место. Победил на первом официальном чемпионате Эстонии по шахматам в 1923 году. В 1925 году проиграл матч за звание чемпиона Эстонии против Йоханнеса Тюрна — 4½:9½ (+1, = 7, −6). В чемпионате Эстонии 1932 года завоевал серебряную медаль. В 1936 году в первом чемпионате Эстонии по переписке стал бронзовым призёром.
Бухгалтер по профессии. В 1944 году во время Второй мировой войны был мобилизован в немецкую армию. Попал в плен и в 1946 году умер от шигеллёза в лагере для военнопленных в германском городе Хойерсверда. Точная дата смерти неизвестна.